# Galemys kormosi
Galemys kormosi — вид комахоїдних ссавців кротових (Talpidae). Скам'янілі рештки представляють четвертинний період Нідерландів (2 колекції), Португалії (1); пліоцен / плейстоцен Угорщини (1); пліоцен Австрії (1), Німеччини (1), Польщі (2), Румунії (3).